# رينيه هوستون
رينيه هوستون (بالإنجليزية: Renée Houston)‏ هي ممثلة بريطانية (وحملت سابقاً جنسية المملكة المتحدة لبريطانيا العظمى وأيرلندا)، ولدت في 24 يوليو 1902 بلندن في المملكة المتحدة، وتوفيت بنفس المكان في 9 فبراير 1980.

## وصلات خارجية
- رينيه هوستون على موقع IMDb (الإنجليزية)
- رينيه هوستون على موقع ميوزك برينز (الإنجليزية)
- رينيه هوستون على موقع قاعدة بيانات الفيلم (الإنجليزية)